# Nocticola remyi
Nocticola remyi är en kackerlacksart som beskrevs av Lucien Chopard 1950. Nocticola remyi ingår i släktet Nocticola och familjen Nocticolidae.
Artens utbredningsområde är Madagaskar. Inga underarter finns listade i Catalogue of Life.